# 피터르 옐러스 트룰스트라

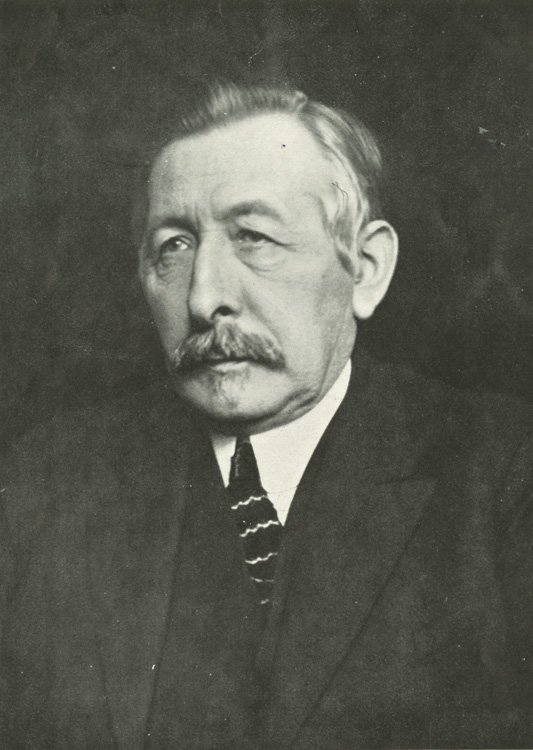
1926년의 트룰스트라.

피터르 옐러스 트룰스트라(네덜란드어: Pieter Jelles Troelstra: 1860년 4월 20일-1930년 5월 12일)는 네덜란드의 율사, 언론인, 정치인이다. 네덜란드 사회민주노동자당의 영수로, 보통선거권 요구 투쟁을 지도한 업적으로 가장 잘 알려져 있다. 타협주의적인 성격으로 안톤 파네쿡을 비롯한 당내 좌파와 갈등을 빚었다. 1918년 러시아 혁명이 일어나자 같은 해 11월 네덜란드에서도 혁명을 시도했으나 실패로 돌아갔고(트룰스트라의 오판), 1925년 정계에서 은퇴했다. 1888년 동화작가 닝커 판 히흐튐과 결혼하여 슬하 1남 1녀를 두었으나 1904년 이혼했다.